# Warren Richardson
Pour les articles homonymes, voir Richardson.
Warren Richardson, né en Australie en 1968, est un photojournaliste freelance australien.
En 2016, sa photographie, en noir et blanc, prise le 28 août 2015 à la frontière serbo-hongroise, à Röszke, en Hongrie, et montrant un homme passant un bébé à travers la clôture en fils de fer barbelés marquant cette frontière remporte le prix World Press Photo of the Year 2015,.

## Biographie
Warren Richardson est un photographe autodidacte qui mène des projets à long terme portant sur des questions humaines et environnementales et qui accomplit des missions pour des journaux, des magazines et des sociétés.
Il a vécu en Asie, aux États-Unis et en Europe. Au Royaume-Uni et aux États-Unis, il a travaillé quelque peu dans la photographie de célébrités. À la frontière serbo-hongroise, en 2015, il fait partie d'un groupe de journalistes couvrant la crise des réfugiés et qui ont été battus par la police.
En 2016, il a comme projets de marcher jusqu'au cercle polaire arctique, de poursuivre son travail sur les réfugiés, puis d'explorer les effets du changement climatique induit par l'homme sur le monde. Sa devise est le proverbe « On n'a pas hérité de la terre de nos ancêtres, nous l'avons empruntée à nos enfants ».